# Le Grand-Madieu
 Le Grand-Madieu  es una comuna y población de Francia, en la región de Poitou-Charentes, departamento de Charente, en el distrito de Confolens y cantón de Saint-Claud.
Su población en el censo de 1999 era de 149 habitantes.
Está integrada en la Communauté de communes de Haute Charente .

## Demografía
| 250 | 205 | 208 | 188 | 170 | 149 |
| Para los censos de 1962 a 1999 la población legal corresponde a la población sin duplicidades (Fuente: INSEE [Consultar]) |     |     |     |     |     |